# Neufra
Neufra ist eine Gemeinde im Landkreis Sigmaringen in Baden-Württemberg.

## Geographie

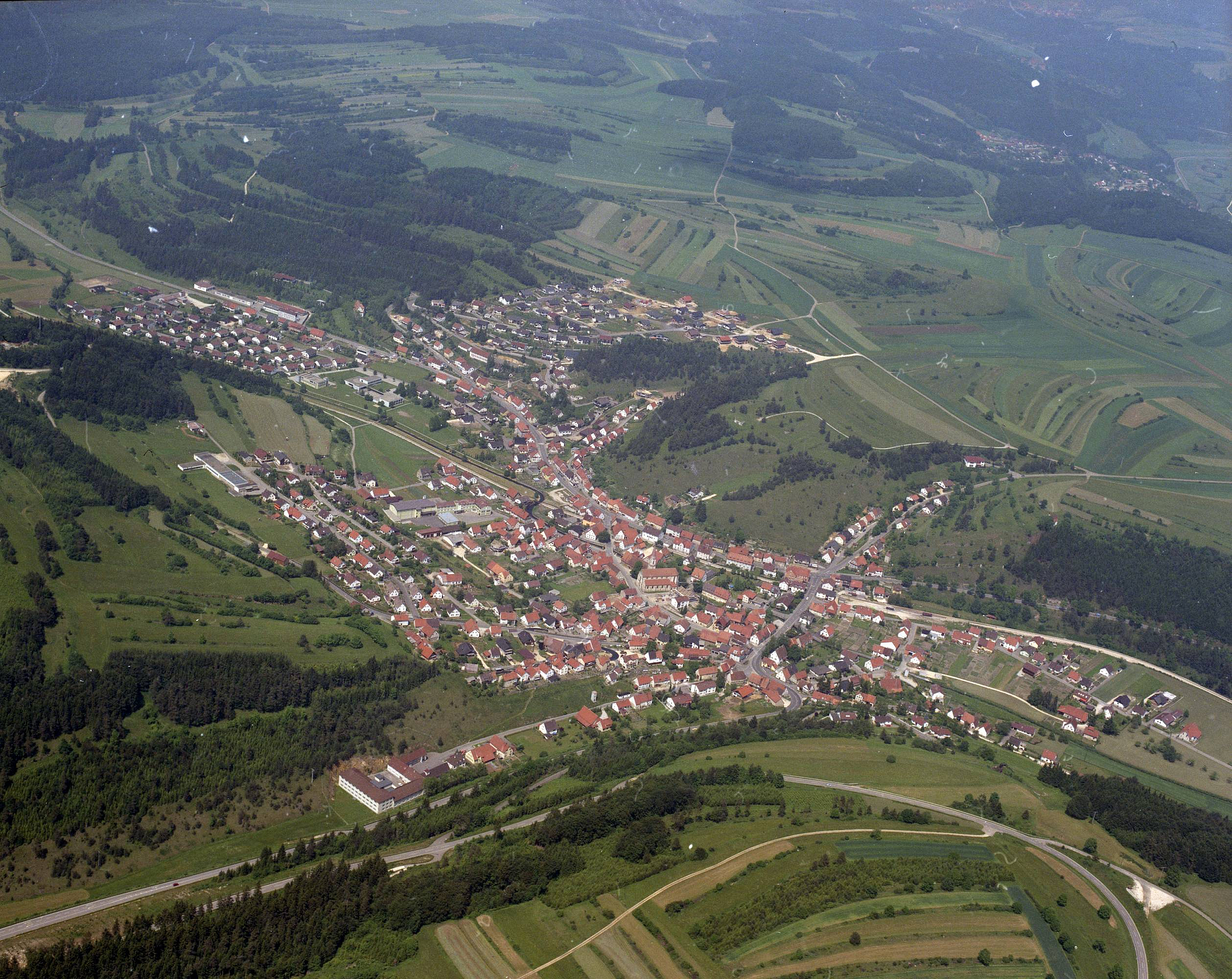
Neufra (1985)

### Geographische Lage
Neufra liegt auf 680 m ü. NHN im Tal der Fehla, ein Nebenfluss der Lauchert auf der Zollernalb.
Die Gemarkung erstreckt sich über eine Höhenlage von 671,3 m ü. NHN an der Fehla beim Austritt aus dem Gemeindegebiet bis auf 887,5 m ü. NHN nordnordöstlich von Freudenweiler im Forst Buo Nack, einem „mit Buchen bewachsenen Nacken“ (Bergrücken).

### Nachbargemeinden
Nachbarorte Neufras sind Bitz im Westen, Burladingen und dessen Teilort Gauselfingen im Nordwesten, Gammertingen und dessen Ortsteil Bronnen im Norden und Osten, Hettingen im Südosten, Veringenstadt im Süden sowie Harthausen auf der Scher, ein Ortsteil von Winterlingen im Südwesten.

### Gemeindegliederung
Die Gemeinde Neufra besteht aus dem eigentlichen Ort Neufra und dem Ortsteil Freudenweiler. Weiterhin gehört zu Neufra die Domäne Birkhof.
| Wappen        | Ortsteil         | Einwohner (Stand: 31. Dez. 2022) | Fläche |
| ------------- | ---------------- | -------------------------------- | ------ |
| Neufra        | Neufra (Kernort) | 1612                             | ?      |
| Freudenweiler | Freudenweiler    | 227                              | ?      |

### Schutzgebiete

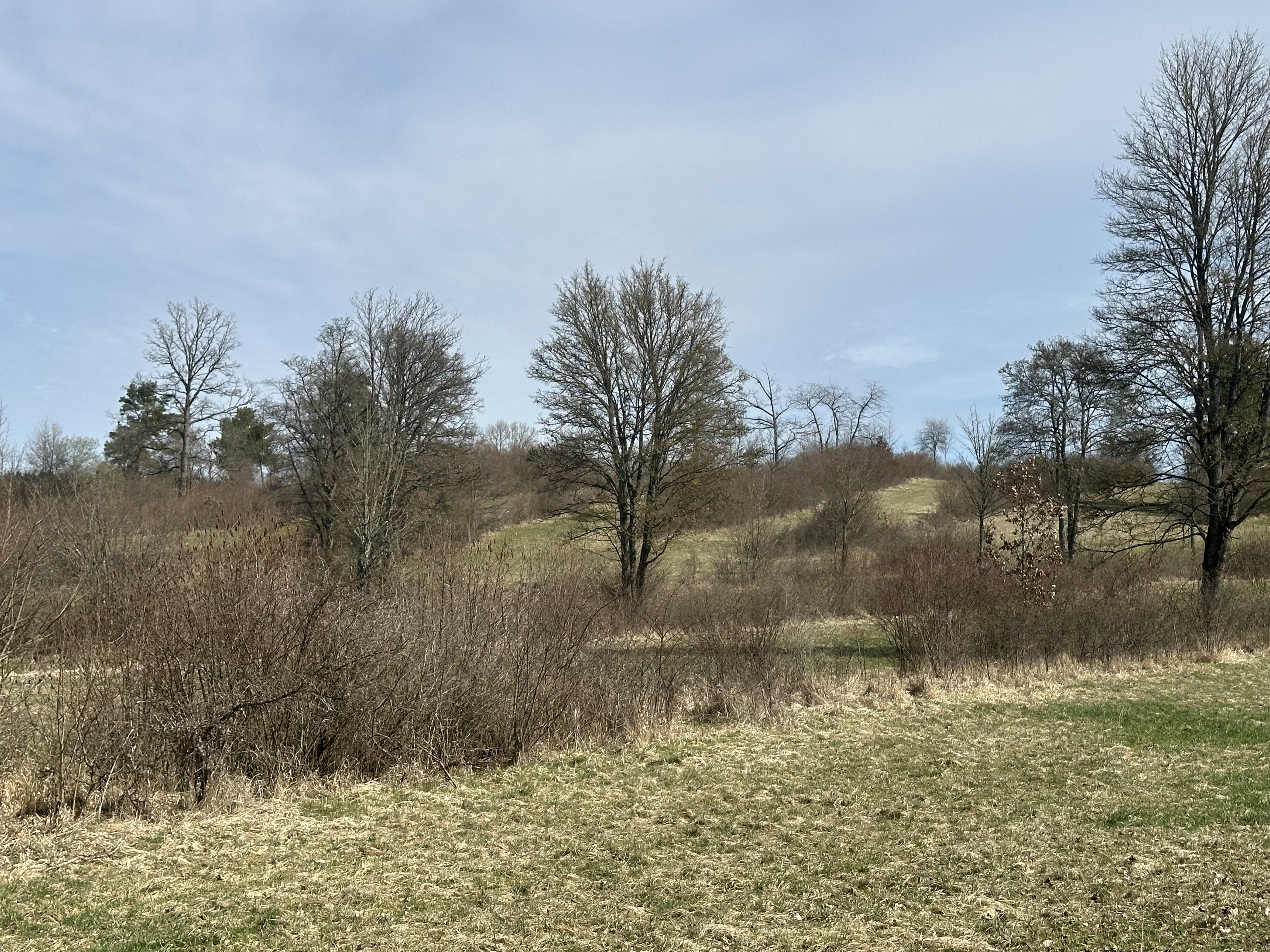
Naturschutzgebiet Herdle

Das Naturschutzgebiet Herdle liegt im Norden der Gemeinde zwischen Neufra und Gauselfingen. Im äußersten Westen hat Neufra einen kleinen Anteil am Naturschutzgebiet Fehlatal. Fehla, Herdle und der Ebnisberg gehören zudem zum FFH-Gebiet Gebiete um das Laucherttal.
Neufra gehört außerdem zum Naturpark Obere Donau.

## Geschichte
Die Gemarkung der heutigen Gemeinde Neufra war bereits in der jüngeren Urgeschichte und Frühgeschichte Siedlungsraum: Gräberfunde in Freudenweiler und Neufra datieren in die mittleren Bronzezeit um 1500 v. Chr., Funde von Keramik an der Torhöhle in die späte Bronzezeit (Bz D) um 1200–1300 v. Chr. und in das Spätlatène um 150/100 v. Chr. bis Christ Geburt, beim heutigen Standort des Rathauses im Oberdorf in die Urnenfelderkultur zwischen 750 und 450 v. Chr. und in Freudenweiler und Neufra in die Hallstattzeit um 1200 v. Chr. Die Kelten hinterließen bei Freudenweiler eine Viereckschanze aus dem 1. Jahrhundert v. Chr. Funde aus römischer Zeit am Nordhang des Ebinger Berges datieren ins 1./2. Jahrhundert v. Chr.
Neufra ist wohl eine Alemannische Siedlung aus dem 6./7. Jahrhundert. Der Name Niwifara lässt sich von „Neue Sippe“ respektive „Neue Furt“ ableiten. Im Jahr 1138 fand Neufra als Nufiron in der Chronik Bertholds von Zwiefalten erstmals Erwähnung.
1182 wurden erstmals die Herren von Lichtenstein in Neufra erwähnt. Der Weiler Unterlichtenstein ging im 14./15. Jahrhundert ab. Im Jahr 1468 verkaufte Graf Ulrich von Württemberg die Herrschaft Gammertingen mit Neufra an Hans und Konrad von Bubenhofen, 1474 verkaufte er seinem Landhofmeister Hans von Bubenhofen Vorderlichtenstein und den halben Hinterlichtenstein. 1507 verkauften die Gläubiger des Hans Caspar von Bubenhofen die Herrschaft Gammertingen-Hettingen mit Neufra an den Obervogt von Urach Dietrich von Speth von Zwiefalten. Dies markiert den Beginn der von Speth’schen Herrschaft.
1534 besetzte Herzog Ulrich von Württemberg die mit ihm verfeindete Herrschaft Gammertingen und führt die Reformation ein. Mit dem Tod der Maria Antonia Emerentia von Speth, Tochter des Hans Dietrich, im Jahr 1735 endet nach mehrfacher Teilung die Neufraer Linie von Speth. Das heutige Straßendorf Freudenweiler (ursprüngliche Bezeichnung Neuhofen) geht auf den Neufraer Bürger Gregor Wetzel zurück, der auf Anregung von Marquard Carl Anton Speth 24. Mai 1795 auf Gebiet der Speth’schen Herrschaft Gammertingen/Hettingen das erste Haus errichtete. Das Ende der Speth’schen Herrschaft kam im Jahr 1806: Neufra, mit 846 Einwohnern größter Ort der ehemaligen Speth’schen Herrschaft, kam an das Fürstentum Hohenzollern-Sigmaringen. Die von Speths verkaufen 1827 ihre Besitzungen an die Fürsten von Hohenzollern-Sigmaringen.
Die Domäne Birkhof wurde erstmals im Jahr 1509 im Besitz der Herren von Bubenhofen erwähnt. Sie wurde im Laufe der Geschichte an verschiedene Adelshäuser verkauft, bis sie 1827 von den Fürsten von Hohenzollern übernommen wurde.
Im Jahr 1850 wurde Neufra mit dem Fürstentum Hohenzollern-Sigmaringen als Teil der Hohenzollernschen Lande preußisch.

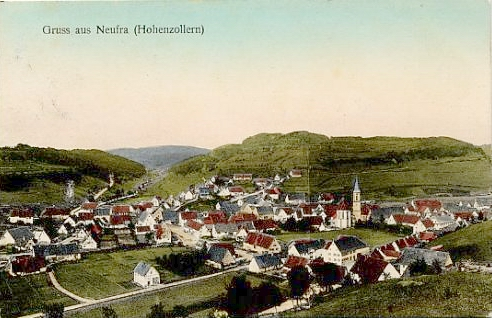
Neufra (Hohenzollern) um 1900

Eine Typhusepidemie von 1814 fordert in Neufra 84 Todesopfer, eine von 1862/63 136. 1816/17 kommt es im Ort zu einer großen Hungersnot. Beim Deutsch-Dänischen Krieg 1864 nehmen drei Neufraer teil. Im Preußisch-österreichischen Krieg 1866 standen 32 Neufraer unter Waffen, vorübergehend wurde Neufra durch württembergische Truppen besetzt.
1914 wurde Neufra und 1925 Freudenweiler elektrifiziert.
1925 wurde der Landkreis Sigmaringen geschaffen, bei der Kreisreform Baden-Württemberg 1973 blieb Neufra eine selbständige Gemeinde. Nach dem Zweiten Weltkrieg war Neufra von 1945 bis 1949 Teil der französischen Besatzungszone. 1967 begann man mit dem Bebauungsplan Oberes Fehlatal; ein Jahr darauf und 1986 folgten Auf dem Lau und Auf dem Lau I, zwischen 1971, 1976 und 1980 Rädlesberg I-III und 1973 Alte Steige.
Im Jahr 1988 begann man mit dem Bebauungsplan für das Gewerbegebiet Hochberg I. 1990 folgten die Bebauungspläne von Deißlesberg I und Im Schachen. Noch im selben Jahr wurde das Gewerbegebiet Hochberg fertiggestellt.

## Politik

### Gemeinderat
Der Gemeinderat in Neufra hat 10 Mitglieder. Bei der Kommunalwahl am 9. Juni 2024 wurde der Gemeinderat durch Mehrheitswahl gewählt. Mehrheitswahl findet statt, wenn kein oder nur ein Wahlvorschlag eingereicht wurde. Die Bewerber mit den höchsten Stimmenzahlen sind dann gewählt. Der Gemeinderat besteht aus den ehrenamtlichen Gemeinderäten und dem Bürgermeister als Vorsitzendem. Der Bürgermeister ist im Gemeinderat stimmberechtigt. Die Wahlbeteiligung betrug 64,4 % (2019: 62,7 %).

### Bürgermeister
- 1962–1982: Karl Kast (CDU)
- 1982–1990: Joachim Schweizer
- 1990–1998: Johannes Hauser
- 1998–2014: Jürgen Beck
- seit 2014: Reinhard Traub

Am 13. März 2022 wurde Traub mit 96,9 Prozent der Stimmen für eine zweite Amtszeit wiedergewählt.

### Wappen
| Wappen der Gemeinde Neufra | Blasonierung: „In gespaltenem Schild vorne in Blau ein silberner (weißer) Adlerflügel, hinten in Silber (Weiß) ein rot bewehrter und rot bezungter blauer Löwe.“ |
| Wappen der Gemeinde Neufra | Wappenbegründung: Der Adlerflügel (Lichtensteiner Flügel) aus dem Wappen der Herren von Lichtenstein soll auf die Träger dieses Namens, die eine Hälfte von Neufra samt den Burgen Vorder- und Hinterlichtenstein besessen haben, hinweisen. Im hinteren Schildfeld erinnert der Gammertinger Löwe an die seit dem 13. Jahrhundert bestehende Zugehörigkeit der anderen Ortshälfte zur Herrschaft Gammertingen. Das Innenministerium Württemberg-Hohenzollern hat das Wappen am 4. März 1952 verliehen. |

### Städtepartnerschaften
- 1990: Elstra in Sachsen (Verwaltungspartnerschaft)
- 1991: Fiesch im Kanton Wallis, Schweiz (Gemeindepartnerschaft)

## Kultur und Sehenswürdigkeiten
Neufra liegt an der Hohenzollernstraße und ist Teil der Ferienregion „Im Tal der Lauchert“.

### Bauwerke

#### Sakralbauten

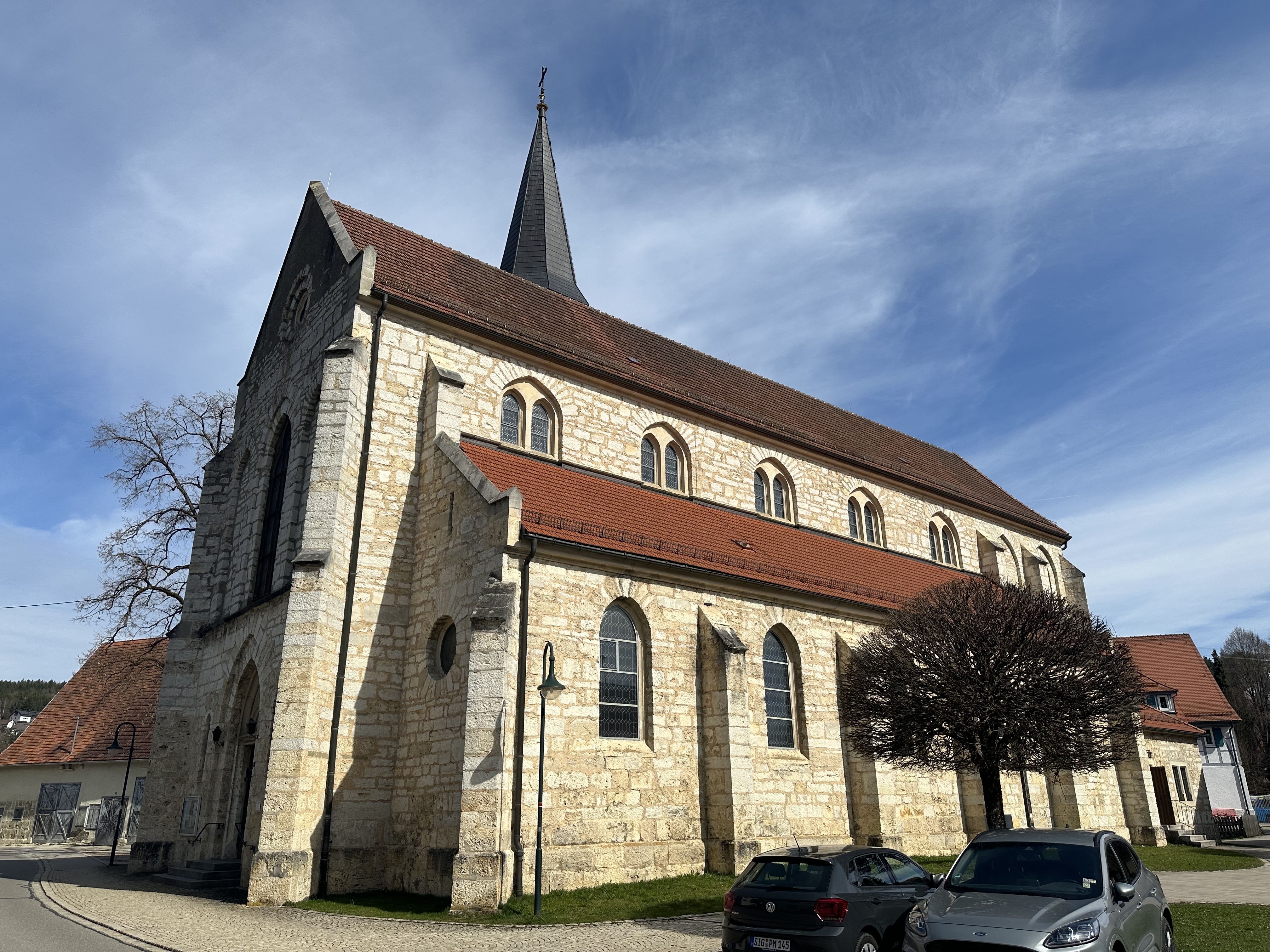
St. Mauritius

- Die volkstümlich so bezeichnete Muttergotteskapelle im Unterdorf mit ehemaligem Friedhof trägt neben dem Marienpatrozinium auch das Patrozinium der Heiligsten Dreifaltigkeit und wurde im Jahre 1591 durch den Reichsfreiherrn Schad von Mittelbiberach und seiner Frau Margarethe erbaut. Sie ist ausgestattet mit einem geschnitzten Flügelaltar aus der Erbauungszeit im Stil des Manierismus; der Altarschrein zeigt den Gnadenstuhl. Eine Renovierung erfolgte 1959.
- Die Pfarrkirche St. Mauritius hatte einen Vorgängerbau, den Albrecht von Speth zwischen 1603 und 1604 für sich und seine Familie als Grablege erbauen ließ. In den Jahren 1860 bis 1862 entstand unter Hofbaumeister Josef Laur und Pfarrer Felix Bürkle ein vom Stil der Neugotik geprägter Neubau. Die Steine der Kirche wurden in Weildorf gebrochen.[6]
- Die Hochbergkapelle ist eine verputzte Kapelle von 1751 und war ehemals eine Heiligkreuz-Wallfahrtskapelle mit Votivtafeln von Malern aus der näheren Umgebung.[7] Sie wurde nach 14 Hageljahren durch Pfarrer Constantin Adelbert Sallwürk erbaut.
- Die Franz-Xaver-Kapelle in Freudenweiler wurde im Jahr 1850 in neugotischen Formen errichtet und 1959 renoviert.

#### Profanbauten

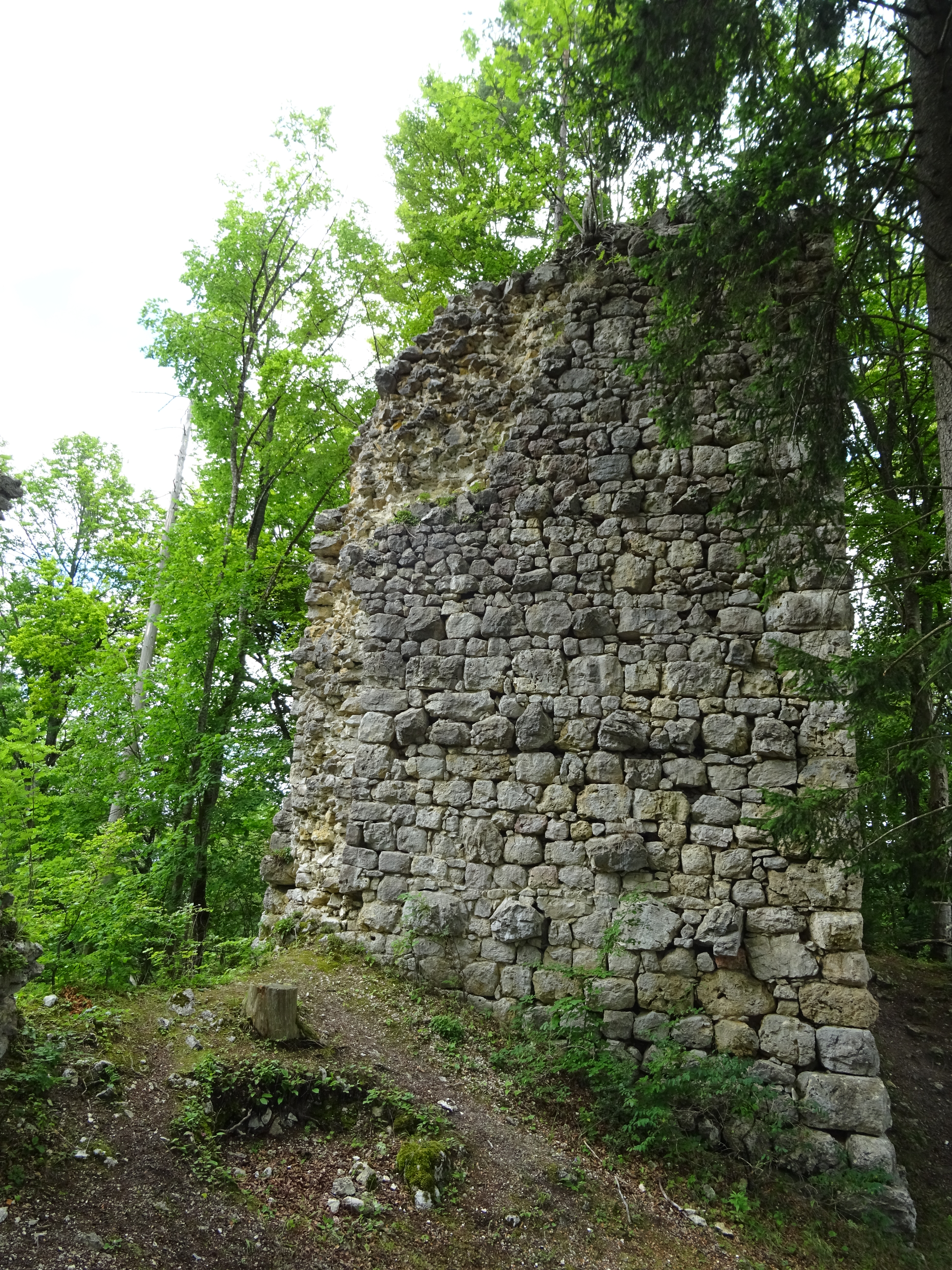
Bergfried der Ruine Hinterlichtenstein

- Das ehemalige Speth’sche Schlössle wurde 1690 als Residenz des Hans Dietrich von Speth gebaut. Es besitzt ein Sandstein-Rundbogenportal mit Pilastern und Dreiecksgiebel. 1827 wurde das Schlössle fürstliches Forstamt. Heute befindet es sich in Privatbesitz und ist nicht zugänglich.
- Die frei zugängliche Ruine Altes Schloss aus dem 11. oder 12. Jahrhundert zeigt Reste von Engadiner Mauerwerk. Sie ist zugleich Fundort von Spielfiguren orientalischer Art aus dem 11. Jahrhundert.
- Die Ruine Lichtenstein ist eine Burgruine zwischen Neufra und Gauselfingen. Die frei zugänglich Doppelburg gliedert sich in die Vorderlichtenstein, auch Bubenhofen genannt, und die Hinterlichtenstein und war Herrschaftssitz der Herren zu Lichtenstein. Es erhielten sich Schildmauer und Teile des Turms.
- Das Schulhaus Freudenweiler wurde unter Leitung des Zimmermeisters Balthasar Burkarth (1829–1911) aus Gammertingen im Sommer 1884 erbaut. Bis 1968 wurde hier unterrichtet.
- Die Zehntscheuer – 1332 von Swenger von Lichtenstein als Nikolauskapelle gestiftet – ist Beispiel eines profanierten Gotteshauses im Zuge geänderter Glaubens- wie Herrschaftskonstellationen. Von Herzog Ulrich 1543 zur Zehntscheuer verbaut, erhielt sich das kleine spätgotische Fenster in der Scheunenwand. Es macht die einstige Nutzung als Sakralraum noch heute nachvollziehbar.[8]

### Naturdenkmäler
- Das Naturschutzgebiet „Herdle“ ist die albtypische Wiesen- und Heckenlandschaft mit der dazugehörigen Vielfalt an Tieren und Pflanzen in weiten Teilen erhalten geblieben. Der Ortsteil Freudenweiler verfügt über eine großflächige Wacholderheide mit anschließendem Sukzessionswald.
- Im „Teufelstal“ befinden sich an der Oberkante eines steilen Talhanges die Torfelsenhöhlen, sie sind nur von oben her erreichbar.[9]

### Sport
- In Neufra kann durch den Roter-Bühl-Lift auf einer Länge von 250 Meter mit Flutlicht Wintersport betrieben werden. Die „Kohlloipe“ des Skiclubs Neufra ist eine Rundwanderloipe mit sechs und zehn Kilometer Länge.[10] Sie wurde 2010 bis nach Bitz weitergeführt und hier an die Degerfeld-Loipe angebunden,[11] somit ergibt sich eine Strecke von etwa 15 Kilometer.[12] Bei ausreichend Schnee (20 bis 25 Zentimeter) gibt es eine Loipe auf der Anhöhe zwischen Neufra und Gammertingen.[12]
- Seit 2002 findet im Sommer das Lauf- und Bike-Event statt. Es gibt Wettbewerbe im Mountainbiken, Laufen und Nordic Walking.

### Sonstiges
Der Wolfstein in Neufra erinnert an die erfolgreiche Jagd auf den letzten Wolf in Hohenzollern-Sigmaringen. Er wurde am 18. Januar 1831 bei Gauselfingen erlegt, nachdem er im Juni 1830 in Pferche bei Kettenacker, Harthausen und Feldhausen eingebrochen war und drei Schafe gerissen hatte. Das Tierpräparat, von der Bevölkerung „Isegrim“ genannt, befindet sich im „Hubertussaal“ auf Schloss Sigmaringen.

## Wirtschaft und Infrastruktur

### Verkehr

#### Bus- und Bahnverkehr
Der Öffentliche Nahverkehr wird durch den Verkehrsverbund Neckar-Alb-Donau (NALDO) gewährleistet. Die Gemeinde befindet sich in der Wabe 439. Durch den Ort verläuft die Bundesstraße 32 von Lindenberg im Allgäu nach Hechingen. 1907/08 erfolgte der Bau der Eisenbahnstrecke Burladingen–Gammertingen und des Neufraer Bahnhofs. 1970 wurde der reguläre Dampflokbetrieb bei der Hohenzollerischen Landesbahn eingestellt. Das Neufraer Bahnhofsgebäude wurde 1977 abgebrochen, heute gibt es einen Haltepunkt.

#### Radverkehr
Neufra liegt am Hohenzollern-Radweg, einem Fernradweg, der vom Bodensee über die hohenzollerischen Städte Sigmaringen und Hechingen nach Weinstadt im Rems-Murr-Kreis führt. Dabei verläuft er von Gammertingen nach Neufra und weiter über Burladingen nach Hechingen.

### Infrastruktur
Die Lichtensteinquelle zwischen Neufra und Gauselfingen wurde zwar schon 1847 gefasst, dennoch mussten viele Bewohner in Neufra Brunnen und Tränken nutzen und in der Fehla waschen. 1928 kam mit der lang ersehnten Wasserleitung zum ersten Mal Wasser aus dem Rohr. Damals feierte der ganze Ort mit einem großen Wasserfest das Ereignis. Guido Steinhart schrieb das passende Gedicht und auch ein Lied dazu. Die Lichtensteinquelle hat eine Schüttung von durchschnittlich 50 Litern pro Sekunde.

## Persönlichkeiten

### Ehrenbürger
- Karl Kast (1919–2011), Politiker (CDU), Bürgermeister i. R., Träger des Bundesverdienstkreuzes am Bande und des Bundesverdienstkreuzes 1. Klasse des Verdienstordens der Bundesrepublik Deutschland[15], ausgezeichnet mit der Konrad-Adenauer-Medaille der Senioren-Union (2005)[16], einziger Ehrenpräsident des Turngaus Hohenzollern[17]
- 1965: Dekan Albert Traub (1906–1977), war seit 1937 Pfarrer in Neufra

### Söhne und Töchter der Gemeinde
- Werner Acker (* 1955), Musiker und Hochschuldozent